# Edgar Gorrell
Edgar "Nap" S. Gorrell född 1891 i Baltimore död 5 mars 1945, var en amerikansk flygare, militär.
Gorrell utexaminerades från US. Military Academy 1912. Han genomgick flygutbildning i San Diego 1915, därefter placerades han vid första Aero Squadron under USA och general John J. Pershings expedition i Mexiko 1916. Tillsammans med Robert Willis beordrades han och sex andra flygplan att flyga till general Pershings högkvarter i Casas Grandes, Mexiko. Man lämnade Columbus vid halv sextiden på kvällen, när mörkret kom förlorade Gorell kontakten med de andra flygarna och han nödlandade i Chihuahuaöknen. Efter ett par dagar med strapatser kunde han återförenas med sin grupp.
Tillsammans med Herbert A. Dargue, genomförde de en rekordflygning under tiden i Mexiko. Man startade från San Antonio och flög över Chihuhuaöknen till Columbus New Mexico på rekordtiden fyra timmar, i flygtiden ingick en mellanlandning i Casas Grandes, där man hörde att Villa dött av sina skottskador.
För att bättra på sina kunskaper studerade han aerodynamik vid Massachusetts Institute of Technology. Med de nya kunskaperna utnämndes han till underrättelseofficer vid försvarets Aeronautical Division i Washington, D.C., där han var verksam när USA kom med i första världskriget.
För militärens räkning genomförde han en resa till Europa 1917 där han som medlem i major R. C. Bollings grupp undersökte framstegen inom flygtekniken. När han återkom till USA utnämndes han till chef för den tekniska sektionen och senare även för det strategiska sektionen av Air Service (AEF). Gorrell steg snabbt i de militära graderna när han lämnade militärakademien 1912 var han underlöjtnant, 28 oktober 1918 utnämndes han som 27-åring till USA:s yngsta överste. Efter kriget utnämndes han till ordförande i Air Transport Association, organisationen delar årligen ut ett stipendium som bär Gorrells namn.